# Crossandrella
Crossandrella es un género de plantas con flores perteneciente a la familia Acanthaceae. El género tiene 2 especies de hierbas, naturales de África.

## Taxonomía
El género fue descrito por Charles Baron Clarke y publicado en Bulletin of Miscellaneous Information Kew 1906: 251. 1906. La especie tipo es: Crossandrella laxispicata C.B. Clarke. 

## Especies deCrossandrella
- Crossandrella adamii
- Crossandrella dusemii